# 氯苯胺灵
氯苯胺灵（缩写CIPC）是一种含氮有机氯化合物，化学式C
10H
12ClNO
2，在美国用作除草剂，但在英国等国禁用。